# Valter José
Valter José Maria Filho (1958), geralmente creditado em seu filmes como Valter José, é um filósofo, diretor e produtor de filmes pornográficos, diretor cinematográfico e crítico de cinema e televisão brasileiro.
Suas especializações acadêmicas incluem pornografia, história da filosofia e a obra de Immanuel Kant.
Valter é católico, solteiro, não tem filhos e mora com os pais na zona leste de São Paulo.

## Biografia
Valter foi apresentado à pornografia aos 19 anos, quando um primo lhe emprestou o filme pornográfico estadunidense Atrás da porta verde. Contudo, uma vez que filmes pornográficos eram proibidos pelos governos militares da época, não havia possibilidade de produzi-los.
Ingressou no curso de filosofia da Universidade de São Paulo em 1979 e, durante os anos 80, trabalhou como jornalista para os jornais Folha de S.Paulo e O Estado de São Paulo e revista Set, escrevendo resenhas e elaborando perfis de atrizes e diretores de filmes pornográficos.
Em 1989 completou o Mestrado em filosofia kantiana com a dissertação "A reflexão e os dias" sob a orientação do professor Franklin Leopoldo e Silva . Entre 1991 e 1993, trabalhou como professor na Fundação Armando Álvares Penteado. Nesta época, também fazia assessoria de imprensa para empresas do ramo pornográfico, como Guia do Vídeo Erótico (suplemento da revista Set, que se tornou autônoma), Private, Brasileirinhas e Ponto G. Com a tese "A razão na época da sua efetuação", completou o Doutorado em filosofia kantiana em 1995, novamente sob a orientação de Franklin Leopoldo e Silva. Enquanto se especializava em Kant, Valter também aumentava seu conhecimento sobre cinema pornô italiano, francês e estadunidense.
Em 1999, realizou seu primeiro filme pornográfico, "Eróticas Criaturas", pela produtora Buttman. Em seus primeiros filmes, Valter fazia homenagens a John Stagliano, Luca Damian, Joe D’Amato, John Leslie, Mario Salieri e Michel Ricaud (seus diretores favoritos do ramo), bem como buscava inspiração nos filmes pornográficos dos anos 70, os quais considera retratar a relação sexual "mais realisticamente". De 2002 a 2004, ele cumulou a produção de filmes pornográficos com as responsabilidades do cargo de professor na Universidade do Grande ABC (UNIABC) e nas Faculdades Integradas de Guarulhos (FIG).
Valter lograva relativo sucesso financeiro com a filmagem de cenas para produtoras estrangeiras quando um surto de HIV na indústria pornográfica estadunidense em 2004, supostamente originado no Brasil, fez com sua produção fosse descontinuada. Além disso, Valter afirma ter perdido o interesse na pornografia à época devido à restrição de liberdade artística imposta por Stanlay Miranda, diretor da Buttman Brasil, e em razão da demanda da indústria por filmes pornográficos pesados (os quais desgosta) ou com caráter homoerótico (que abomina).
Assim, resolveu dar mais atenção à filosofia do que a pornografia, ainda que, por vezes, trabalhasse como intérprete de empresários estrangeiros do ramo pornográfico em visita ao Brasil (pois é proficiente em francês, inglês e alemão). Durante o ano de 2006, exerceu a função de professor da Escola Superior de Direito Constitucional (ESDC), em um curso sobre Montesquieu e Kant na filosofia do direito. Em 2007, Valter foi chamado para atuar em um curta-metragem sobre ele mesmo, dirigido por Eduardo Kishimoto, e o filme colecionou seleção em mostras e alguns prêmios. Em 2011, Valter dirigiu um curta metragem sobre a carreira de seu orientador de mestrado e doutorado, Franklin Leopoldo e Silva.
Contudo, em 2012, Valter retornou ao mercado pornográfico e realizou Loiras em Fogo e, em 2013, Experiencias Sexuais de Juliette. Em 2016, ele concorreu ao prêmio Sexy Hot com outro filme erótico, Enquanto ele não vem.
De 2015 a 2017, Valter cursou o Pós-Doutorado em filosofia kantiana na Universidade de São Paulo, novamente sob a orientação de Franklin Leopoldo e Silva. No começo de 2019, Valter e Franklin assumiram conjuntamente uma matéria na Universidade de São Paulo.

## Produção Acadêmica
Dentre as diversas obras de seu currículo acadêmico, destacam-se:
- A reflexão e os dias. 1989. Dissertação (Mestrado em Filosofia) - Universidade de São Paulo, Orientador: Franklin Leopoldo e Silva.
- A razão na época da sua efetuação. 1997. Tese (Doutorado em Filosofia) - Universidade de São Paulo. Orientador: Franklin Leopoldo e Silva.

## Filmografia
Apesar de exercer múltiplas funções (diretor, operador de câmera, produtor e produtor de elenco), é comum que Valter seja simplesmente tratado como "diretor" nos créditos de seus filmes pornográficos.
| Ano  | Título                            | Função  | Função | Função   | Notas                   |
| Ano  | Título                            | Diretor | Elenco | Papel    | Notas                   |
| ---- | --------------------------------- | ------- | ------ | -------- | ----------------------- |
| 1999 | Eróticas criaturas                | Sim     |        |          |                         |
| 1999 | Eróticas criaturas 2              | Sim     |        |          |                         |
| 1999 | Eróticas criaturas 3              | Sim     |        |          |                         |
| -    | Eróticas criaturas 4              | Sim     |        |          |                         |
| 2000 | Corpo amante                      | Sim     |        |          | Favorito de Valter José |
| -    | Sexo sem dinheiro                 | Sim     |        |          |                         |
| -    | O bordel                          | Sim     |        |          |                         |
| -    | Dispersas perversões              | Sim     |        |          |                         |
| 2004 | Anus calientes                    | Sim     |        |          |                         |
| 2004 | Bumbum a dar com pau              | Sim     |        |          | Co-diretor              |
| 2007 | A psicose de Valter               |         | Sim    | Si mesmo | Curta-Metragem          |
| 2011 | Franklin: ensinar, pensar e andar | Sim     |        |          | Curta-Metragem          |
| 2012 | Loiras em fogo                    | Sim     |        |          |                         |
| 2013 | Experiencias sexuais de Juliette  | Sim     |        |          |                         |
| -    | Enquanto ele não vem              | Sim     |        |          |                         |

## Aparições midiáticas

### Televisão
| Ano  | Título                  | Emissora     | Notas                       |
| ---- | ----------------------- | ------------ | --------------------------- |
| 2003 | Provocações             | TV Cultura   | Programa nº. 124            |
| 2014 | Mulheres no Filme Pornô | TV USP       | Programa 04 de 2014         |
| 2015 | Pornolândia             | Canal Brasil | Episódio 9, da 2ª temporada |

### Rádio
| Ano  | Título          | Emissora       | Notas                                            |
| ---- | --------------- | -------------- | ------------------------------------------------ |
| 2014 | Existencialismo | Estado da Arte | Rádio online - Programa de 4 de novembro de 2014 |

## Ligações Externas
- Curriculum Vitae (Lattes)
- A psicose de Valter, em Vimeo
- Franklin: Ensinar, Pensar e Andar, em Vimeo
- Pornolândia - O Filósofo Pornográfico, em Globosat Play